# Nilpotentní prvek
Nilpotentní prvek je v matematice takový prvek {\displaystyle a} okruhu {\displaystyle R}, u kterého pro nějaké přirozené číslo {\displaystyle n} platí {\displaystyle a^{n}=0}, tedy jehož nějaká konečná mocnina je rovna nulovému prvku.

## Příklady
- V maticovém okruhu čtvercových matic řádu 3 nad reálnými čísly je rovna nulové matici například třetí mocnina matice
{\displaystyle {\begin{pmatrix}0&1&0\\0&0&1\\0&0&0\end{pmatrix}}}
- Ve faktorokruhu {\displaystyle \mathbb {Z} /8\mathbb {Z} }, tedy při počítání modulo 8, jsou nilpotentními prvky 2, 4 a 6, protože {\displaystyle 2^{3}\equiv 8\equiv 0,4^{2}\equiv 16\equiv 0,6^{3}\equiv 216\equiv 0}

## Vlastnosti
- Nilpotentním prvkem nemůže být žádná jednotka.
- Všechny (nenulové) nilpotentní prvky patří mezi dělitele nuly
- V případě komutativních okruhů platí, že všechny nilpotentní prvky tvoří ideál (uzavřenost na sčítání lze nahlédnout z binomické věty), který se nazývá nilradikál. Také platí, že každý prvoideál obsahuje všechny nilpotentní prvky daného okruhu.